# نيكولاس والاس
نيكولاس والاس (بالإنجليزية: Nicholas Wallace)‏ هو لاعب اتحاد الرغبي أمريكي، ولد في 16 أكتوبر 1989 في بيلينغام في الولايات المتحدة.